# O'Sheas Casino
O'Sheas Casino är ett kasino som är placerad inne i kasinot The Linqs lokaler som är utmed gatan The Strip i Paradise, Nevada i USA. Den ägs och drivs av Caesars Entertainment Corporation.
Kasinot invigdes 1989 i lokaler i anslutning till kasinot Flamingo Las Vegas, båda hade samma ägare och operatör i Caesars men var oberoende mot varandra. O'Sheas var ett av få renodlade kasinon på The Strip, det vill säga den hade ingen hotellverksamhet. I augusti 2011 meddelade Caesars att man skulle genomföra en större renovering av kasinot Imperial Palace Hotel and Casino till en kostnad på $550 miljoner och att O'Sheas skulle flyttas dit. Kasinot stängdes den 30 april 2012 och invigdes i nya lokaler den 27 december 2013, då hette Imperial Palace The Quad Hotel and Casino. 2014 fick The Quad sitt nuvarande namn.